# Gonomyia conoviensis
Gonomyia conoviensis är en tvåvingeart som beskrevs av Barnes 1924. Gonomyia conoviensis ingår i släktet Gonomyia och familjen småharkrankar. Inga underarter finns listade i Catalogue of Life.